# Myrmeleon (Myrmeleon) lanceolatus
Myrmeleon (Myrmeleon) lanceolatus is een insect uit de familie van de mierenleeuwen (Myrmeleontidae), die tot de orde netvleugeligen (Neuroptera) behoort. 
Myrmeleon (Myrmeleon) lanceolatus is voor het eerst wetenschappelijk beschreven door Rambur in 1842.